# Progreso, Puebla
Progreso är en ort i Mexiko.   Den ligger i kommunen Libres och delstaten Puebla, i den sydöstra delen av landet, 150 km öster om huvudstaden Mexico City. Progreso ligger 2 391 meter över havet och antalet invånare är 1 313.
Terrängen runt Progreso är kuperad åt nordväst, men åt sydost är den platt. Runt Progreso är det ganska tätbefolkat, med 124 invånare per kvadratkilometer. Närmaste större samhälle är Libres, 2,7 km söder om Progreso. Trakten runt Progreso består till största delen av jordbruksmark.